# Bromuro di calcio
Il bromuro di calcio è il sale di calcio dell'acido bromidrico, di formula CaBr2.
A temperatura ambiente si presenta come un solido bianco dal sapore salino, molto igroscopico.